# Braccialini
Braccialini  — итальянская компания по производству аксессуаров из кожи: сумки, кошельки, ремни, перчатки, часы, обувь, очки, основанная во Флоренции. Компания работает в 40 странах с 50 магазинами по всему миру.

## История
Бренд Braccialini вырос из небольшой творческой мастерской, в которой создавались сумки, украшенные яркими вышивками и цветочными аппликациями. В 1954 году во Флоренции супруги Роберто и Карла Браччиалини создали компанию Braccialini. На протяжении двух десятилетий компания стабильно развивалась, создавая оригинальный стиль Braccialini.
Однако в 1976 году умер Роберто Браччиалини, его жене Карле Браччиалини пришлось приложить неимоверные усилия, чтобы сохранить семейный бизнес. Вместе с сыновьями Риккардо и Массимо она практически заново создала компанию.
Карла Браччиалини не только стояла у истоков создания неподражаемого стиля Braccialini, но и являлась его полноправным творцом. Карла ввела в создание сумок новые материалы – компания начинает работать преимущественно с кожей, щедро украшая изделия полудрагоценными камнями и другими фантазийными декоративными элементами самых ярких цветов. Стиль Braccialini становится известен благодаря таланту Карлы: она экспериментирует не только кожей, но и вельветом, шелком, уделяя особое внимание сочетанию цветов и мелким деталям.
Карла Браччиалини сделала ставку на форму, и под маркой Braccialini стали выпускаться по-детски трогательные сумочки в форме машинок, автобусов, будильников, рыбок и дисковых телефонов.
В 1987 году компания Braccialini заключила лицензионное соглашение с английским дизайнером Вивьен Вествуд на производство и представление аксессуаров.
В 2000 году Braccialini создаёт альянс с модной корпорацией Mariella Burani Fashion Groupe.
Сегодня модный дом Braccialini выпускает коллекции под собственными брендами: Braccialini, Tua by Braccialini, Looney Tunes и лицензионными брендами: Mariella Burani, Vivienne Westwood.